# Erich Naumann
Erich Naumann (29 de abril de 1905 – 7 de junio de 1951) fue un SS-Brigadeführer (alto rango militar dentro de las SS), miembro del Sicherheitsdienst. Naumann fue responsable del genocidio en Europa oriental cuando fue comandante del grupo de tareas de las Einsatzgruppe B y fue condenado como criminal de guerra.

## Carrera
Nacido 29 de abril de 1905, en Meissen, Saxony, Erich Naumann dejó la escuela a los dieciséis y se empleó en una empresa comercial en su ciudad natal. Se unió al partido Nazi en noviembre de 1929 (nr. 170257). Pasó a formar parte de las SD en 1935.  Fue Jefe  del Einsatzgruppe B entre noviembre de 1941 y  febrero o marzo de 1943.
Durante noviembre de 1941, informes  que envió a Adolf Eichmann lo delatan como responsable de las muertes de 17,256 personas en Smolensk.

## Crímenes de guerra, juicio y ejecución
Después del triunfo de los Aliados, Naumann fue juzgado en el llamado Juicio a los Einsatzgruppen, el noveno de los doce procesos que siguieron al juicio principal de Núremberg. Durante el juicio declaró que no consideraba sus acciones durante su mando como agente de Einsatzgruppe B injustas. Cuando se le preguntó en el estrado de los testigos si apreció algo moralmente incorrecto en las órdenes del Führer, respondió específicamente que él «consideró que las órdenes eran correctas porque eran parte de nuestro objetivo de la guerra y, por lo tanto, era necesario.»
Fue declarado culpable de crímenes de guerra, crímenes de lesa humanidad y pertenencia a organizaciones ilegales, a saber, la SS y la SD. Naumann fue condenado a muerte y ahorcado poco después de la medianoche del 7 de junio de 1951.